# Municipio de Franklin (condado de Montgomery)
El municipio de Franklin (en inglés: Franklin Township) es un municipio ubicado en el condado de Montgomery en el estado estadounidense de Indiana. En el año 2010 tenía una población de 1915 habitantes y una densidad poblacional de 18,99 personas por km².

## Geografía
El municipio de Franklin se encuentra ubicado en las coordenadas 40°5′12″N 86°45′3″O / 40.08667, -86.75083. Según la Oficina del Censo de los Estados Unidos, el municipio tiene una superficie total de 100.83 km², de la cual 100,83 km² corresponden a tierra firme y (0 %) 0 km² es agua.

## Demografía
Según el censo de 2010, había 1915 personas residiendo en el municipio de Franklin. La densidad de población era de 18,99 hab./km². De los 1915 habitantes, el municipio de Franklin estaba compuesto por el 99,11 % blancos, el 0,05 % eran afroamericanos, el 0,26 % eran amerindios, el 0,1 % eran asiáticos y el 0,47 % eran de una mezcla de razas. Del total de la población el 0,52 % eran hispanos o latinos de cualquier raza.